# Пающие трусы
«Пающие трусы́» (укр. «Пающіє труси») — украинская женская поп-группа, созданная в 2008 году музыкантом Андреем Кузьменко и музыкальным продюсером Владимиром Бебешко. День рождения группы — 10 апреля 2008 года. После участия в конкурсе «Новая волна» в 2010 году третьим продюсером стал Игорь Крутой, подписав с группой контракт до конца 2014 года. После смерти продюсера и автора песен А. Кузьменко Владимир Бебешко остался единственным продюсером коллектива.

## История группы

### Создание группы
К созданию подобной стёбной группы Андрея Кузьменко подтолкнуло большое количество девичьих групп на украинской и российской эстраде, которые отличаются не столько вокальными или артистическими данными, сколько эффектной внешностью и откровенным нарядом.

Мы готовим крупный проект, который называется «Пающіє труси», и это не переводится. Это будет девичья группа, которая будет «хаять» наш шоу-бизнес. Названия песен говорят сами за себя, например, «Кровать продюсера», «Пающие трусы».
— Андрей Кузьменко

Два нынешних наших продюсера — Андрей Кузьменко, он же Кузьма, фронтмен украинской рок-группы «Скрябин», и Владимир Бебешко, продюсировавший проект «Шанс», аналог российской «Фабрики звезд», — собрались пьянствовать за городом и во хмелю решили замутить такой вот девчачий коллектив.
— Участницы группы
В тот момент у Кузьменко уже был готов текст первой песни группы, «Пающіє труси», которую он планировал исполнить сам, однако решил, что интереснее будет, если данную песню споют сами девушки. В марте 2008 года был объявлен кастинг в новую женскую поп-группу, название которой в самом объявлении не фигурировало, но были заявлены такие требования, как: третий размер груди, рост от 160 до 170 см, хореографические навыки, умение петь не обязательно. В ходе кастинга в группу были отобраны Ирина Скринник, Анастасия Бауэр, Надежда Бендерская и Алёна Слюсаренко. Ольга Лизгунова и Виктория Ковальчук были отобраны в группу ещё до кастинга — Виктория была знакомой Владимира Бебешко, а Ольга являлась бэк-вокалисткой Андрея Кузьменко и записывала для песен группы вокальные партии, и в первом клипе, а также на первых концертах не появлялась, став полноценной участницей группы лишь когда продюсеры решили начать выступления группы с «живым» звуком.
В апреле 2008 года вышел дебютный клип на песню «Поющие трусы». В декабре 2008 года вышел клип на песню «Тазик оливье», после которого Надежда Бендерская покинула коллектив. 5 марта 2009 года вышел первый альбом группы под названием «Попса». Также в 2009 году группой было снято ещё два клипа — на песни «Пластический хирург» и «Вафли».

### Новая волна
В мае 2010 года группа приняла участие в полуфинале международного конкурса молодых исполнителей «Новая волна» в Москве, где жюри в составе Игоря Крутого, Игоря Николаева, Александра Ревзина, Макса Фадеева, Ирины Дубцовой выбрало их, чтобы представлять Украину в финале конкурса. Специально для конкурса в группу были приглашены две новые вокалистки — Римма Раймонд и Лали Эргемлидзе. Из «старого» состава группы в конкурсе участвовала лишь Ольга Лизгунова. На время конкурса группа временно превратилась в трио (Виктория, Анастасия, Алёна и Ирина остались «за кулисами» конкурса, но группу не покинули).
В июле 2010 года группа выступила в финале фестиваля «Новая волна» в Юрмале. Однако название группы не понравилась режиссёру конкурса — Александру Ревзину. Девушкам предложили его изменить, но они отказались. Несмотря на это организаторы использовали несколько иное название. Так, в эфире ведущая фестиваля Ксения Собчак сделала ударение на первом слоге в слове «тру́сы». Таким образом, ведущая и организаторы фестиваля «Новая волна 2010» «омилозвучили» неприемлемое название украинского проекта. Также группе было запрещено в третий конкурсный день исполнить песню «Как Алла», посвящённую Алле Пугачёвой. В итоге группа получила специальный приз фестиваля — сертификат на создание музыкального видеоклипа и его трансляцию в эфире телеканала «Муз-ТВ». По окончании конкурса Игорь Крутой подписывает с группой продюсерский контракт и вплоть до конца 2014 года в России группу представляет продюсерская компания «АРС Рекордс».
На фестивале «Новая волна 2011» группа выступала в том же составе, что и в 2010 году, несмотря на то, что Лали на тот момент уже покинула группу.

### 2010—2014
В 2010 году вышли видеоклипы на песни «Как Алла» и «Сауна». По итогам 2010 года группа получила приз фестиваля «Песня года» за песню «Как Алла», звание лучшей корпоративной группы по мнению украинского канала «М1» и номинацию на «Премию Муз-ТВ-2011» в категории «Прорыв года» за видеоклип на композицию «Сауна», сертификат на создание которого группа получила на конкурсе «Новая волна-2010». В 2011 году группа сняла видеоклипы на песни «Интим не предлагать», «Калимера», «Девочка» и «Девчонки олигархов».
16 февраля 2012 года вышел второй альбом под названием «Интим не предлагать». В мае 2012 года вышел клип на песню «Василёк». В июле 2012 года девушки отвергли предложение Мадонны бесплатно выступить в качестве группы на разогреве на её концертах в Москве и Санкт-Петербурге. 29 сентября 2012 года клип «Василёк» одержал победу в номинации «Креатив года» премии телеканала RU.TV. Однако награды группа лишилась прямо на сцене: ведущий Премии RU.TV, Николай Басков, обидевшись на победу девушек и свой проигрыш во всех номинациях, в которых он был заявлен, подарил награду мальчику, принесшему ему цветы. В итоге статуэтку группа все же получила. 28 октября 2012 года прошли съемки новогоднего клипа под названием «Девочки-сосульки». Вместе с группой в видео снялись Сергей Зверев и Света из Иванова.
10 апреля 2013 года группа отметила пятилетний юбилей выходом сингла «НаХа!». На этот раз темой песни стали девушки, которые надеются найти свою любовь при помощи интернета. 19 апреля в «Известия Hall» состоялась десятая церемония вручения премии в области популярной музыки «Звуковая дорожка» (ZD Awards), где группе вручили награду за победу в номинации «Адекват года». 14 мая 2013 года прошли съемки клипа на песню «Мумитроль», а 13 июня состоялась премьера музыкального видео. 25 мая 2013 года состоялась российская музыкальная премия телеканала RU.TV, на которой в номинации «Креатив года» были представлены видео-работы Сергея Зверева, среди которых был совместный клип с группой «Пающие трусы» на песню «Девочки-сосульки», однако победу присудили другому клипу. 17 июня 2013 года Виктория Ковальчук заявила о своем уходе из группы. В августе 2013 года группа приняла участие в фестивале рок-музыки «Metal Heads Mission» в Евпатории.
4 октября 2013 года группа подала заявку на участие в конкурсе исполнителей «Евровидение-2014» от России с песней «Му-му», однако открытый отбор был отменён и для представления России на конкурсе экспертным жюри был отобран дуэт сестёр Толмачёвых, уже представлявших страну на детской версии конкурса. 19 октября 2013 года группа представила версию песни «НаХа!» на китайском языке, в связи с возросшим интересом к группе в Китае. 2 декабря 2013 года прошли съемки новогоднего клипа на песню «Ничего не помню», а 12 декабря состоялась его премьера. 1 апреля 2014 года состоялась премьера сингла «Му-му», записанного в дуэте с Андреем Кузьменко, а 25 апреля — видеоклипа на музыкальном канале «M1». 3 сентября 2014 года состоялась премьера сингла «Мама-Инстаграма (Instagram)». 1 декабря 2014 года состоялась премьера песни и клипа «Красивый конец».

### После смерти А. Кузьменко: 2015 — наст. время
2 февраля 2015 года погиб продюсер группы и автор песен Андрей Кузьменко. С 2015 года у группы истёк продюсерский контракт с компанией Игоря Крутого «АРС Рекордс». Владимир Бебешко стал единственным продюсером коллектива.
7 апреля 2015 года выходит сингл «Гламур». 18 мая 2015 года на Радио Вести состоялась премьера «Караоке» — последнего сингла, написанного Кузьменко. 20 мая 2015 года группа приняла участие в концерте памяти Кузьмы Скрябина в Киевском Дворце Спорта, где на сцену вместе с музыкантами группы Скрябин вышли Святослав Вакарчук, Ирина Билык, Иван Дорн, Руслана, Наталья Могилевская, Потап и Настя, Loboda, Оля Полякова и другие. 21 июня 2015 года группа приняла участие в концерте памяти во Львове на стадионе «Арена Львов».
9 июня 2015 года состоялся цифровой релиз третьего музыкального альбома «Караоке» в iTunes. 17 июня 2015 года группа удостоилась украинской антипремии «Золотой Батон» за сомнительные достижения в области шоу-бизнеса в номинации «Земфира в шоке» (за самый бессмысленный текст песни) за песню «Му-му». 25 июня 2015 года состоялась премьера клипа «Гламур».
В августе 2015 года коллектив вместе с продюсером Владимиром Бебешко принимал участие в установлении национального рекорда Украины по самому продолжительному радиоэфиру радиостанции «S.R.A.K.A. — Sвоє Rадіо Aндрія KузьменкA» в память Андрея Кузьменко, поддерживая ведущих эфира. Радиомарафон стартовал 17 августа 2015 года в день рождения Андрея Кузьменко и окончился 20 августа 2015 года, после установления национального рекорда в 58 часов 40 минут. 2 декабря 2015 года состоялась премьера сингла «пАдруга» на русском и украинском языках. 24 января 2016 года выходит сингл «Коп». 19 августа 2016 года была представлена кавер-версия песни «Хорошо в деревне летом» группы «Сектор газа». В августе 2016 года Анастасия Бауэр покинула коллектив.
4 ноября 2016 года состоялась премьера сингла Singing Pants. В январе 2017 года стало известно, что группа с песней Singing Pants прошла в полуфинал национального отбора претендентов для участия в Евровидении 2017 от Украины и выступила 18 февраля в заключительном полуфинале под номером «1», но в финал национального отбора группе выйти не удалось. 31 марта 2017 года вышла русскоязычная версия песни — «Давай туси».
7 апреля 2017 года состоялась премьера видеоклипа на песню «Романс о страстной любви» (песня была записана ещё в 2014, но вырезана из эфира программы «Про життя» телеканала «Интер»), а 25 апреля — видеоклипа «Давай туси». 14 сентября 2017 года состоялась премьера сингла «Ёжик», 5 октября 2017 года — сингла и видеоклипа «Похудела». Помимо специальных съёмок для клипа, в видео так же содержатся кадры и закадровые съемки прошлых видеоработ группы (Пластический хирург, Как Алла, Интим не предлагать, Василёк, Москва-Колыма, Девочки-сосульки, Ничего не помню, Му-му, Красивый конец, Гламур), подводя своеобразный итог почти десятилетнему существованию коллектива. Использовались кадры с Андреем Кузьменко, Владимиром Бебешко, Петром Листерманом, Вадимом Ермоленко, Сергеем Зверевым и бывшими участницами группы — Анастасией Бауэр и Викторией Ковальчук. В октябре 2018 года состоялась премьера сингла «Холодец», а в январе 2019 года — сингла и видеоклипа «Люблю Шнура», посвященных Сергею Шнурову, лидеру группировки Ленинград. В 2019 году вышли синглы «Пошёл на», «Вася, отдыхаем!», «Вова» и «Хулио!».
21 апреля 2020 года, в разгар пандемии Covid-19, состоялась премьера тематических песни и клипа «Самоизоляция». В июне вышли песни и видеоклипы «Шо ты гонишь», в сентябре — «Мы пили водку с раками», а в декабре — «Ты заразил меня». В марте 2021 года состоялась премьера песни «Бляха муха». В апреле 2021 года было объявлено об уходе Ольги Лизгуновой из группы, однако песни с её вокалом продолжили выходить (в апреле — «Порше», а в мае — «Охранники»), а сама Ольга появлялась с группой на концертах и мероприятиях до конца мая. 1 ноября 2021 года вышла обновлённая версия песни «пАдруга», в которой была представлена новая вокалистка группы — Илона Благополучная, в 2019 году заменявшая Ольгу Лизгунову на некоторых концертах. 8 марта 2022 года вышел сингл «Ты долбоее…». 22 сентября 2022 года вышел сингл Honey-Bunny. В мае 2023 Илону Благополучную сменила Ксения Суровцева.

## Состав группы
В первоначальном составе группы участвовали Ирина Скринник, Анастасия Бауэр, Надежда Бендерская, Алёна Слюсаренко и Виктория Ковальчук. Вокальные партии записывала Ольга Лизгунова — вокалистка джазового оркестра и бэк-вокалистка группы «Скрябін». Позднее, когда продюсеры группы решили, что пора выступать с «живым» звуком, на сцене к пяти девушкам добавилась и сама Ольга. Первое время на нескольких концертах в группе на замене была блондинка по имени Виктория. Надежда Бендерская снялась в 2 клипах и покинула группу. Дебютный альбом «Попса» был записан и выпущен квинтетом, в состав которого входили Ира, Настя, Алёна, Вика и Оля.
Для фестиваля «Новая волна 2010» в группу были приглашены певицы Римма Раймонд и Лали Эргемлидзе, вместе с Ольгой принявшие участие в финале конкурса в Юрмале в составе трио. Лали вскоре покинула группу. На фестивале «Новая волна 2011» по требованиям организаторов группа выступала в этом же составе. 25 января 2012 года Римма Раймонд покинула группу. 17 июня 2013 года Виктория Ковальчук покинула группу. С июля по октябрь 2015 года Ирина Рыжова (Нацевич — после замужества) временно отсутствовала по причине декретного отпуска. В августе 2016 года Анастасия Бауэр покинула коллектив и в октябре 2016 года несколько раз с группой выступала Юлия Юдченко из шоу-балета Виталия Козловского, но в официальный состав так и не вошла. С марта по сентябрь 2019 года на некоторых концертах Ольгу Лизгунову в качестве основной солистки заменяла Илона Благополучная, известная по 7 сезону украинской версии шоу «Голос». В ноябре 2021 года Илона официально стала солисткой группы, сменив Ольгу. В мае 2023 Илону Благополучную сменила Ксения Суровцева.
| №   | Период                         | Состав                         | Состав                      | Состав                  | Состав          | Состав             | Состав                  | Состав          |
| --- | ------------------------------ | ------------------------------ | --------------------------- | ----------------------- | --------------- | ------------------ | ----------------------- | --------------- |
| 1.  | 10 апреля 2008 — середина 2008 | Ольга Лизгунова (запись песен) | Алёна Магдален (Слюсаренко) | Ирина Рыжова (Скринник) | Анастасия Бауэр | Виктория Ковальчук | Надежда Бендерская      |                 |
| 2.  | середина 2008 — февраль 2009   | Ольга Лизгунова                | Алёна Магдален (Слюсаренко) | Ирина Рыжова (Скринник) | Анастасия Бауэр | Виктория Ковальчук | Надежда Бендерская      |                 |
| 3.  | март 2009 — апрель 2010        | Ольга Лизгунова                | Алёна Магдален (Слюсаренко) | Ирина Рыжова (Скринник) | Анастасия Бауэр | Виктория Ковальчук |                         |                 |
| 4.  | май 2010 — август 2010         | Ольга Лизгунова                | Алёна Магдален (Слюсаренко) | Ирина Рыжова (Скринник) | Анастасия Бауэр | Виктория Ковальчук | Римма Раймонд (Гоменюк) | Лали Эргемлидзе |
| 5.  | сентябрь 2010 — 25 января 2012 | Ольга Лизгунова                | Алёна Магдален (Слюсаренко) | Ирина Рыжова (Скринник) | Анастасия Бауэр | Виктория Ковальчук | Римма Раймонд (Гоменюк) |                 |
| 6.  | 26 января 2012 — 17 июня 2013  | Ольга Лизгунова                | Алёна Магдален (Слюсаренко) | Ирина Рыжова (Скринник) | Анастасия Бауэр | Виктория Ковальчук |                         |                 |
| 7.  | 18 июня 2013 — июль 2015       | Ольга Лизгунова                | Алёна Магдален (Слюсаренко) | Ирина Рыжова (Скринник) | Анастасия Бауэр |                    |                         |                 |
| 8.  | июль 2015 — октябрь 2015       | Ольга Лизгунова                | Алёна Магдален (Слюсаренко) | декретный отпуск        | Анастасия Бауэр |                    |                         |                 |
| 9.  | октябрь 2015 — август 2016     | Ольга Лизгунова                | Алёна Магдален (Слюсаренко) | Ирина Рыжова (Нацевич)  | Анастасия Бауэр |                    |                         |                 |
| 10. | август 2016 — май 2021         | Ольга Лизгунова                | Алёна Магдален (Слюсаренко) | Ирина Рыжова (Нацевич)  |                 |                    |                         |                 |
| 11. | ноябрь 2021 — май 2023         | Илона Благополучная            | Алёна Магдален (Слюсаренко) | Ирина Рыжова (Нацевич)  |                 |                    |                         |                 |
| 12. | май 2023 — н. в.               | Ксения Суровцева               | Алёна Магдален (Слюсаренко) | Ирина Рыжова (Нацевич)  |                 |                    |                         |                 |

| Действующие участницы Бывшие участницы Участницы неофициальных составов \ Участницы на замене |

## Награды
| Год  | Премия                     | Категория                                                          | Результат |
| ---- | -------------------------- | ------------------------------------------------------------------ | --------- |
| 2010 | «Новая волна-2010»         | Награда телеканала «МУЗ ТВ»                                        | Победа    |
| 2010 | «Песня года»               | За песню «Как Алла»                                                | Победа    |
| 2010 | Канал «M1»                 | «Лучшая корпоративная группа»                                      | Победа    |
| 2011 | Премия МУЗ-ТВ              | «Прорыв года» за клип «Сауна»                                      | Номинация |
| 2012 | Премия RU.TV               | «Креатив года» за клип «Василёк»                                   | Победа    |
| 2013 | Премия «Звуковая дорожка»  | «Адекват года» за клип «Василёк»                                   | Победа    |
| 2013 | Премия RU.TV               | «Креатив года» за совместный клип с С. Зверевым «Девочки-сосульки» | Номинация |
| 2013 | Русский ТОП-2013           | «Лучшая группа»                                                    | Номинация |
| 2015 | Антипремия «Золотой Батон» | «Земфира в шоке» за песню «Му-му»                                  | Победа    |

## Дискография

### Свои альбомы
| №   | Название                                                | Длительность |
| --- | ------------------------------------------------------- | ------------ |
| 1.  | «Попса»                                                 | 3:36         |
| 2.  | «Поющие трусы»                                          | 3:39         |
| 3.  | «Мобила — потеха для дебила»                            | 3:24         |
| 4.  | «Кровать продюсера»                                     | 3:11         |
| 5.  | «Чёрный пудель»                                         | 3:36         |
| 6.  | «Стринги»                                               | 3:32         |
| 7.  | «Де мимур?»                                             | 3:52         |
| 8.  | «Вафли»                                                 | 3:13         |
| 9.  | «Пластический хирург»                                   | 3:56         |
| 10. | «Западло»                                               | 3:57         |
| 11. | «Тазик оливье»                                          | 3:08         |
| 12. | «Пающіє труси»                                          | 3:39         |
| 13. | «Поющие трусы (видеоклип, совместно с группой Скрябин)» | 3:39         |
| 14. | «Тазик оливье (видеоклип)»                              | 3:08         |

| №   | Название                                  | Длительность |
| --- | ----------------------------------------- | ------------ |
| 1.  | «Девчонки олигархов»                      | 3:30         |
| 2.  | «Интим не предлагать (видеоверсия)»       | 3:59         |
| 3.  | «Как Алла»                                | 3:47         |
| 4.  | «Василёк»                                 | 3:16         |
| 5.  | «Калимера»                                | 3:51         |
| 6.  | «Сауна»                                   | 3:07         |
| 7.  | «Розпрягайте, хлопцi, коней»              | 2:52         |
| 8.  | «Підманула…»                              | 3:54         |
| 9.  | «Девочка»                                 | 3:21         |
| 10. | «Фабрика звёзд»                           | 3:51         |
| 11. | «Пластический хирург (украинская версия)» | 3:51         |
| 12. | «Пластический хирург (диско ремикс)»      | 2:26         |
| 13. | «Пластический хирург (английская версия)» | 3:51         |

| №   | Название                                 | Длительность |
| --- | ---------------------------------------- | ------------ |
| 1.  | «Караоке»                                | 3:26         |
| 2.  | «Спортивный интерес»                     | 3:12         |
| 3.  | «Красивый конец»                         | 2:57         |
| 4.  | «Гимн ЕВРО 2012»                         | 3:08         |
| 5.  | «Москва-Колыма»                          | 3:20         |
| 6.  | «Гламур»                                 | 3:21         |
| 7.  | «Мумитроль»                              | 4:01         |
| 8.  | «Му-му (feat. Sexy бригадир)»            | 3:12         |
| 9.  | «Наха»                                   | 3:19         |
| 10. | «Полгода воздержания»                    | 3:07         |
| 11. | «Мама-инстаграма»                        | 3:18         |
| 12. | «Новогодняя (Ничего не помню)»           | 3:31         |
| 13. | «Эмо»                                    | 3:36         |
| 14. | «Девочки-Сосульки (feat. Сергей Зверев)» | 3:29         |
| 15. | «Романс о страстной любви»               | 4:10         |
| 16. | «Василёк (club remix)»                   | 5:04         |

### В альбомах других исполнителей
- 2015 — Скрябін: Концерт пам’яті (Live)[44] — Трек 15 «Мумітроль (Live)».

## Чарты
| 2008                                               | «Тазик Оливье» | 327 | — | — | — | — | 263 | — | Попса               |
| 2011                                               | «Калимера»     | 255 | — | — | — | — | 262 | — | Интим не предлагать |
| Прочерк означает, что песня отсутствовала в чарте. |                |     |   |   |   |   |     |   |                     |

## Видеография

### Клипы на собственные синглы
| Год  | Название                                                    | Альбом      | Состав | Режиссёр                        |
| ---- | ----------------------------------------------------------- | ----------- | --- | ------------------------------- |
| 2008 | Поющие трусы (feat. «Скрябін»)                              | Попса       | Анастасия, Ирина, Алёна, Ольга (вокал), Виктория, Надежда                                                 | Вадим Ермоленко                 |
| 2008 | Пающіє труси (feat. «Скрябін»)                              | без альбома | Анастасия, Ирина, Алёна, Ольга (вокал), Виктория, Надежда                                                 | Вадим Ермоленко                 |
| 2008 | Тазик оливье                                                | Попса       | Анастасия, Ирина, Алёна, Ольга, Виктория, Надежда                                                         | Вадим Ермоленко                 |
| 2009 | Вафли (цензура)                                             | без альбома | Анастасия, Ирина, Алёна, Ольга, Виктория                                                                  | Евгений Купоносов               |
| 2009 | Вафли (без цензуры)                                         | без альбома | Анастасия, Ирина, Алёна, Ольга, Виктория                                                                  | Евгений Купоносов               |
| 2009 | Пластический хирург (цензура)                               | без альбома | Анастасия, Ирина, Алёна, Ольга, Виктория                                                                  | Вадим Ермоленко                 |
| 2009 | Пластический хирург (без цензуры)                           | без альбома | Анастасия, Ирина, Алёна, Ольга, Виктория                                                                  | Вадим Ермоленко                 |
| 2010 | Как Алла (версия 1)                                         | без альбома | Анастасия, Ирина, Алёна, Ольга, Виктория                                                                  | Семён Горов                     |
| 2010 | Как Алла (версия 2)                                         | без альбома | Анастасия, Ирина, Алёна, Ольга, Виктория, Римма, Лали                                                     | Вадим Ермоленко                 |
| 2010 | Сауна (цензура)                                             | без альбома | Анастасия, Ирина, Алёна, Ольга, Виктория, Римма                                                           | Алексей Голубьев                |
| 2010 | Сауна (без цензуры)                                         | без альбома | Анастасия, Ирина, Алёна, Ольга, Виктория, Римма                                                           | Алексей Голубьев                |
| 2011 | Интим не предлагать (цензура)                               | без альбома | Анастасия, Ирина, Алёна, Ольга, Виктория, Римма                                                           | Сергей Ткаченко                 |
| 2011 | Интим не предлагать (без цензуры)                           | без альбома | Анастасия, Ирина, Алёна, Ольга, Виктория, Римма                                                           | Сергей Ткаченко                 |
| 2011 | Калимера                                                    | без альбома | Анастасия, Ирина, Алёна, Ольга, Виктория, Римма                                                           | Евгений Купоносов               |
| 2011 | Девочка (OST к/ф «Богини», 2012)                            | без альбома | Анастасия, Алёна, Ольга, Виктория, Римма                                                                  | Антон Комяков                   |
| 2011 | Девчонки олигархов (OST к/ф «Новое платье Королёвой», 2012) | без альбома | Анастасия, Ирина, Алёна, Ольга, Виктория, Римма                                                           | Антон Комяков                   |
| 2012 | Василёк (цензура)                                           | без альбома | Анастасия, Ирина, Алёна, Ольга, Виктория                                                                  | Максим Пасюк                    |
| 2012 | Василёк (без цензуры)                                       | без альбома | Анастасия, Ирина, Алёна, Ольга, Виктория                                                                  |                                 |
| 2012 | Москва-Колыма                                               | без альбома | Анастасия, Ирина, Алёна, Ольга, Виктория                                                                  | Вадим Ермоленко                 |
| 2012 | Девочки-сосульки (feat. С. Зверев и Света из Иванова)       | без альбома | Анастасия, Ирина, Алёна, Ольга, Виктория                                                                  | Вадим Ермоленко                 |
| 2013 | Мумитроль                                                   | без альбома | Анастасия, Ирина, Алёна, Ольга, Виктория                                                                  | Максим Пасюк                    |
| 2013 | Новогодняя (Ничего не помню)                                | без альбома | Анастасия, Ирина, Алёна, Ольга                                                                            | Вадим Ермоленко                 |
| 2014 | Му-му (feat. «Скрябін»)                                     | без альбома | Анастасия, Ирина, Алёна, Ольга                                                                            | Вадим Ермоленко                 |
| 2014 | Красивый конец                                              | без альбома | Анастасия, Ирина, Алёна, Ольга                                                                            | Вадим Ермоленко                 |
| 2015 | Гламур                                                      | без альбома | Анастасия, Ирина, Алёна, Ольга                                                                            | Вадим Ермоленко                 |
| 2017 | Романс о страстной любви (Камерный романс)                  | без альбома | Ирина, Алёна, Ольга                                                                                       | Владимир Бебешко                |
| 2017 | Давай туси                                                  | без альбома | Ирина, Алёна, Ольга                                                                                       | Елена Шрамко                    |
| 2017 | Похудела                                                    | без альбома | Ирина, Алёна, Ольга (также использовались архивные кадры с бывшими участницами — В. Ковальчук и А. Бауэр) | Вадим Ермоленко                 |
| 2019 | Люблю Шнура!                                                | без альбома | Ирина, Алёна, Ольга                                                                                       | Вадим Ермоленко                 |
| 2019 | Пошел на!                                                   | без альбома | Ирина, Алёна, Ольга                                                                                       | Анна Воеводина, Ирина Станкевич |
| 2019 | Вова                                                        | без альбома | Ирина, Алёна, Ольга                                                                                       | Анна Воеводина                  |
| 2020 | Самоизоляция                                                | без альбома | Ирина, Алёна, Ольга                                                                                       | Юрий Шевченко                   |
| 2020 | Шо ты гонишь                                                | без альбома | Ирина, Алёна, Ольга                                                                                       | Анна Воеводина                  |
| 2020 | Мы пили водку с раками                                      | без альбома | Ирина, Алёна, Ольга                                                                                       | Анна Воеводина                  |
| 2020 | Ты заразил меня                                             | без альбома | Ирина, Алёна, Ольга                                                                                       | Анна Воеводина                  |

### В клипах других исполнителей
| Год  | Исполнитель                | Название                                                   | Участницы                                       |
| ---- | -------------------------- | ---------------------------------------------------------- | ----------------------------------------------- |
| 2008 | Ассия Ахат и группа «69»   | Горячий поцелуй                                            | Ирина                                           |
| 2009 | Группа «DZIDZIO»           | Старі фотографії на YouTube                                | Ирина                                           |
| 2009 | Группа «Скрябін»           | Выпускной на YouTube                                       | Анастасия, Виктория, Ирина, Алёна               |
| 2010 | Группа «Скрябін»           | Джаламбай на YouTube                                       | Анастасия, Виктория                             |
| 2011 | Группа «Скрябін»           | Маршрутка на YouTube (цензура и без цензуры)               | Анастасия, Виктория, Ирина, Алёна, Ольга, Римма |
| 2012 | Группа «Скрябін» и Dekolte | Дівчина з кафешки на YouTube                               | Ольга                                           |
| 2013 | Группа «Скрябін»           | Мам на YouTube (Вырезанная сцена из «Бережись автомобіля») | Ольга                                           |
| 2014 | Группа «Скрябін»           | Не будь рагульом, не пий за рульом                         | Ольга                                           |

## Фильмография
| Год  |     | Русское название       | Оригинальное название  | Роль  |
| ---- | --- | ---------------------- | ---------------------- | ----- |
| 2012 | тф  | Новое платье Королёвой | Новое платье Королёвой | камео |
| 2012 | ф   | Богини                 | Богини                 | камео |
| 2017 | кор | Новогоднее баловство   | Новорічні Витребеньки  | камео |

### Телевизионные концерты
- 2015 — «Скрябин. Концерт памяти» (Телеканал 1+1 / Украина)[50]

## Люди, упоминаемые в песнях и видеоклипах
- Группа Блестящие, Игорь Крутой, Николай Басков, Филипп Киркоров, Константин Меладзе, Валерий Меладзе — песня «Поющие трусы».
- Группа XS, Таисия Повалий, Михаил Поплавский, Владимир Бебешко, Константин Меладзе, Валерий Меладзе — песня «Пающіє труси».
- Виталик Козловский и Павел Зибров — песня «Мобила — потеха для дебила».
- Деми Мур, Наталья Могилевская, Иво Бобул, Брэд Питт, Брюс Уиллис, Виктор Павлик — «Де мимур?».
- Дима Билан — песня «Кровать продюсера».
- Николай Басков, Владимир Кузьмин, Ален Делон — песня «Пластичний хірург».
- Микки Рурк и Славик Вакарчук — песня «Пластический хирург».
- Алла Пугачёва и Филипп Киркоров (муж-болгарин) — песня «Как Алла», в видеоклипе снимались их двойники.
- Петя Листерман — песня «Интим не предлагать», также присутствует в видеоклипе.
- Валентин Стрыкало — песня «Мама-Инстаграма».
- Григорий Лепс — песня «Караоке».
- Олег Винник — в видеоклипе «Камерный романс» на стене висит его портрет.
- Певицы СолоХа и Мила Нитич — снимались в видеоклипе «Давай туси».
- Верка Сердючка — песня «Холодец».
- Ален Делон — песня «Пошёл на…»
- Группировка Ленинград и Сергей Шнуров — песня «Люблю Шнура!».
- Владимир Зеленский — песня «Вова»
- Хулио Иглесиас, Натали Имбрулья, София Ротару, Eminem, Стас Михайлов — песня «Хулио!»

## Пародии
- «Чёрный пудель» — пародия на песни «Чёрный бумер» (Серёга)[51] и «Не пара» (Потап и Настя)
- «Де мимур?» — пародия на песню «Манхэттен/Она хотела бы жить на Манхэттене» («Банд’Эрос»)[51]
- Диско-ремикс песни «Пластический хирург» — пародия на песню Dragostea Din Tei (O-Zone), цитируются отдельные строки песни
- «Підманула» — пародия на украинскую народную песню «Ти ж мене підманула»
- «Розпрягайте, хлопцi, коней» — пародия на народную песню с тем же названием
- «Полгода воздержания» — пародия на песню Criminal (Бритни Спирс)
- Клип «Василёк» — пародия на видеоклип Girl Gone Wild (Мадонна)
- «Спортивный интерес» — пародия на песню Love Me On Repeat (Balkan Girls)
- «Москва-Колыма» — цитируются строки из песен Party for Everybody («Бурановские бабушки») и русской народной «Валенки»
- «Улыбнитесь, каскадёры» — пародия на песню «Каскадёры» («Земляне»)
- «Ла-ла-ла» — пародия на песни «Прощай» (Лев Лещенко), «Ту-лу-ла» (Юлия Чичерина), «Ла-ла-ла» (Жанна Фриске)[52]
- «Му-му» — пародия на песню Mi Mi Mi («Серебро»)
- «Караоке» — в интернет-версии песни цитируются строки из песен «Рюмка водки на столе» (Григорий Лепс), «Бабы-стервы» (Ирина Аллегрова) и «О Боже, какой мужчина!» (Натали)
- «Холодец» — в проигрыше рефрен «холодец-холодец» заимствован из припева песни «Медуза» (Matrang)
- «Пошел на…» — пародия на песню Warum? (Tic Tac Toe)
- «Вова» — схожа с песней «Алкоголичка» (А. Пирожков)